# Vacuna contra el rotavirus
 La vacuna contra el rotavirus es una vacuna que se usa para proteger contra las infecciones por rotavirus, que son la causa principal de diarrea grave en los niños pequeños. Las vacunas previenen el 15-34% de la diarrea severa en el mundo en desarrollo y el 37-96% de la diarrea severa en el mundo desarrollado. Las vacunas disminuyen el riesgo de muerte entre los niños pequeños debido a la diarrea. La inmunización de los bebés disminuye las tasas de enfermedad entre las personas mayores y aquellos que no han sido inmunizados.
La Organización Mundial de la Salud (OMS) recomienda que la vacuna contra el rotavirus se incluya en los programas nacionales de vacunación de rutina, especialmente en las áreas donde la enfermedad es común. Esto debe hacerse junto con la promoción de la lactancia materna, el lavado de manos, el agua limpia y un mejor saneamiento.  Se administra por vía oral y requiere dos o tres dosis. Debe administrarse a partir de las seis semanas de edad.
Las vacunas son seguras. Esto incluye su uso en personas con VIH/SIDA. Una vacuna anterior que ya no se usa se vinculó a intususcepción, pero las versiones actuales no están claramente vinculadas. Debido a un riesgo potencial, no se recomiendan en bebés que han tenido intususcepción. Las vacunas están hechas de rotavirus vivo atenuado.
La vacuna estuvo disponible por primera vez en los Estados Unidos en 2006. Está en la Lista de medicamentos esenciales de la Organización Mundial de la Salud, los medicamentos más efectivos y seguros que se necesitan en un sistema de salud. El costo mayorista en el mundo en desarrollo es de entre US$6,96 y US$20,66 por dosis para el año 2014. En los Estados Unidos es de más de US$200. A partir de 2013 hay dos tipos de vacunas disponibles a nivel mundial, Rotarix y RotaTeq. Otras son utilizadas en algunos países.

## Usos médicos

### Eficacia
Una revisión de 2009 estimó que la vacunación contra el rotavirus evitaría alrededor del 45% de las muertes por gastroenteritis por rotavirus, o aproximadamente 228.000 muertes por año en todo el mundo. A US$5 por dosis, el costo estimado por vida salvada fue de $3.015 $9.951 y $11.296 en países de ingresos bajos, medios bajos y medios altos, respectivamente.
Los ensayos de seguridad y eficacia en África y Asia encontraron que las vacunas redujeron drásticamente la enfermedad grave entre los bebés de los países en desarrollo, donde ocurre la mayoría de las muertes relacionadas con el rotavirus. Una revisión Cochrane actualizada concluyó que son vacunas efectivas para disminuir la mortalidad, para disminuir los casos de diarrea grave por rotavirus y de diarrea grave por todas las causas, tanto en países con baja mortalidad infantil como en países con alta mortalidad infantil, siendo el porcentaje de eficiencia dependiente de la vacuna y las tasas de mortalidad infantil del país en el que se aplica.
Las vacunas contra el rotavirus han sido autorizadas e introducidas al sistema de vacunación nacional como vacunación de rutina en más de 107 países. La incidencia y la gravedad de las infecciones por rotavirus ha disminuido significativamente en los países que han seguido la recomendación de introducir la vacuna contra el rotavirus. En México, que en 2006 fue uno de los primeros países del mundo en introducir la vacuna contra el rotavirus, las tasas de mortalidad por enfermedad diarreica causadas por el rotavirus disminuyeron en más del 65% entre los niños de dos años o menos durante la temporada 2009 del rotavirus. En Nicaragua, que en 2006 se convirtió en el primer país en desarrollo en introducir la vacuna contra el rotavirus, los investigadores registraron un impacto sustancial: la vacuna contra el rotavirus previno el 60% de los casos contra el rotavirus grave y redujo las visitas a la sala de emergencia a la mitad. En los Estados Unidos, la vacunación ha reducido las hospitalizaciones relacionadas con el rotavirus hasta en un 86% desde 2006. Estudios recientes en países en desarrollo que han introducido vacunas contra el rotavirus han respaldado estos hallazgos, mostrando una disminución significativa en las muertes y hospitalizaciones por diarrea por rotavirus después de la introducción.
Además, las vacunas también pueden prevenir la enfermedad en niños no vacunados al limitar la exposición a través del número de infecciones circulantes. Una revisión de 2014 de los datos disponibles de ensayos clínicos de países que habitualmente usan vacunas contra el rotavirus en sus programas nacionales de inmunización encontró que las vacunas contra el rotavirus han reducido las hospitalizaciones por rotavirus en un 49–92% y las hospitalizaciones por diarrea por todas las causas en un 17–55%.

### Programa
La Organización Mundial de la Salud recomienda que la primera dosis de la vacuna se administre justo después de las 6 semanas de edad. Se deben administrar dos o tres dosis más de un mes, dependiendo de la vacuna administrada. Debido a que la mayoría de los casos ocurre entre los seis meses y los dos años de edad, la vacuna no está recomendada para su uso en niños mayores de dos años.

## Tipos

### Rotarix
Rotarix es una vacuna de rotavirus vivo atenuado, humana, monovalente que contiene una cepa de rotavirus de especificidad G1P[8]. ROTARIX está indicado para la prevención de la gastroenteritis por rotavirus causada por los tipos G1 y no-G1 (G3, G4 y G9) cuando se administra como una serie de 2 dosis en lactantes y niños. Fue aprobado por la FDA de EE. UU. en abril de 2008.

### RotaTeq

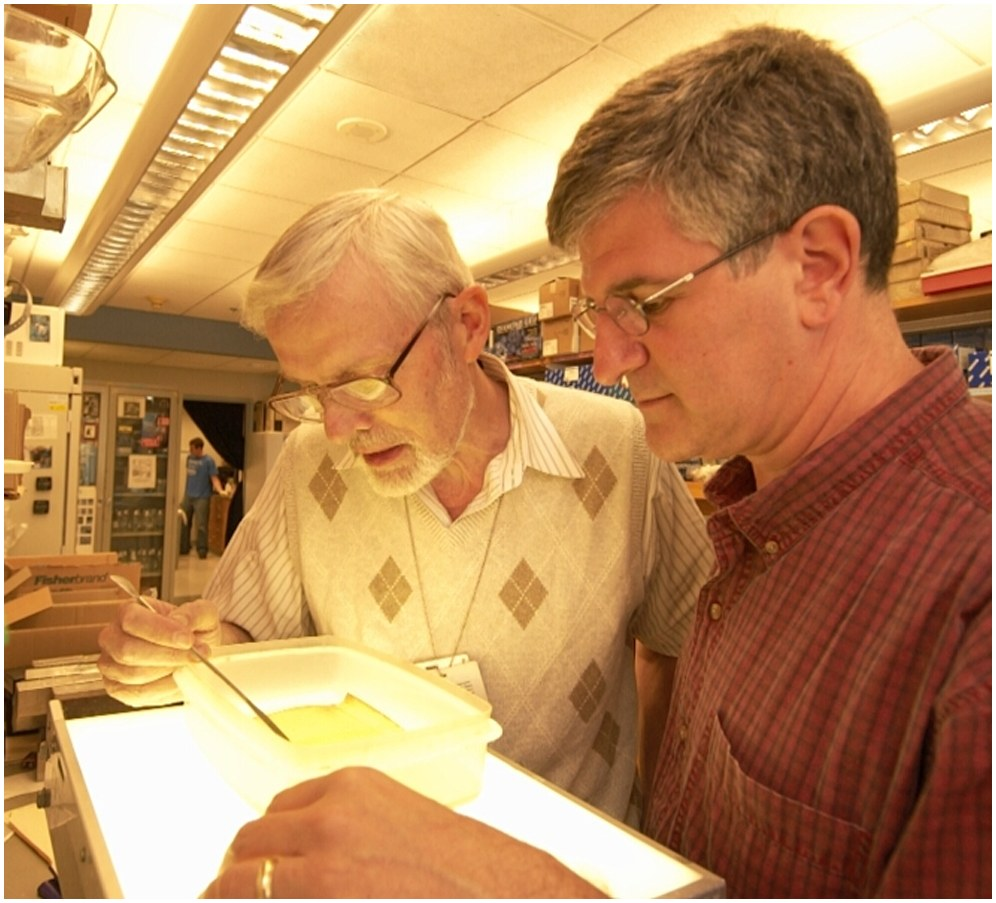
H. Fred Clark y Paul Offit, los inventores de RotaTeq.

RotaTeq es una vacuna viva, pentavalente y oral, que contiene cinco cepas de rotavirus producidas por reordenamiento genético. Las cepas parentales de rotavirus A usadas para el reordenamiento se aislaron de huéspedes humanos y bovinos. Cuatro rotavirus de los incluidos expresan una de las cápsides externas, VP7, proteínas (serotipos G1, G2, G3 o G4) de la cepa parental del rotavirus humano y la proteína de unión VP4 (tipo P7) de la cepa parental del rotavirus bovino.  El quinto virus reordenado expresa la proteína de unión VP4, (tipo P1A), de la cepa parental del rotavirus humano y la proteína de la cápside externa VP7 (serotipo G6) de la cepa parental del rotavirus bovino.  En febrero de 2006, la Administración de Alimentos y Medicamentos de los EE. UU. aprobó RotaTeq para su uso en los Estados Unidos. En agosto de 2006, Health Canada aprobó RotaTeq para su uso en Canadá. Merck trabajó con una variedad de socios, incluidas organizaciones gubernamentales y no gubernamentales, para desarrollar e implementar mecanismos para proporcionar acceso a esta vacuna en el mundo en desarrollo un esfuerzo que se espera que finalice en 2020.

### Rotavac
Rotavac fue autorizado para su uso en India en 2014 y es fabricado por Bharat Biotech International Limited. Es una vacuna monovalente viva atenuada que contiene una cepa humana G9P[11] aislada de un niño indio. Se administra por vía oral en una serie de tres dosis, con un intervalo de 4 semanas, comenzando a las 6 semanas de edad hasta los 8 meses de edad.

### Rotavin-M1
Rotavin-M1 fue autorizado para su uso en Vietnam en 2007 y está fabricado por el Centro de Investigación y Producción de Vacunas. La vacuna contiene una cepa de rotavirus humano G1P[8].

### Lanzhou lamb
La vacuna de rotavirus de cordero de Lanzhou fue autorizada para su uso en China en 2000 y es fabricada por el Instituto de Productos Biológicos de Lanzhou. Contiene una cepa de rotavirus de cordero G10P[12].

### Rotasiil
Rotasiil es una vacuna pentavalente liofilizada. Contiene cepas humanas y bovinas reordenadas de rotavirus serotipos G1, G2, G3, G4 y G9. Esta es la primera vacuna termoestable del mundo que puede almacenarse sin refrigeración a 25 °C o menos. Rotasiil se lanzó recientemente en la India.

## Historia
En 1998, una vacuna contra el rotavirus (RotaShield, por Wyeth) fue autorizada para su uso en los Estados Unidos. Los ensayos clínicos en los Estados Unidos, Finlandia y Venezuela encontraron que su eficacia era del 80 al 100% en la prevención de la diarrea severa causada por el rotavirus A, y los investigadores no detectaron efectos adversos graves estadísticamente significativos. Sin embargo, el fabricante de la vacuna la retiró del mercado en 1999, después de que se descubrió que la vacuna puede haber contribuido a un mayor riesgo de intususcepción u obstrucción intestinal en uno de cada 12.000 bebés vacunados. Posteriormente se demostró que el riesgo de intususcepción con dicha vacuna dependía de la edad de administración de la vacuna, sin embargo, RotaShield permanece en desuso. Luego siguieron ocho años de retraso hasta que los fabricantes rivales pudieron introducir nuevas vacunas que demostraron ser más seguras y efectivas en niños: Rotarix por GlaxoSmithKline y RotaTeq por Merck.  Ambos se administran por vía oral y contienen virus vivos deshabilitados. 
La OMS sigue recomendando que la vacuna contra el rotavirus se incluya en todos los programas nacionales de vacunación porque el riesgo de intususcepción después de la vacunación contra el rotavirus sigue siendo muy bajo en comparación con los beneficios de prevenir el impacto de la diarrea grave y mortal.
En 2011, Merck acordó vender su vacuna a Gavi a un precio de US$3,50 por dosis, para distribuirla a los países de África Occidental, en comparación con el costo de alrededor de US$70 en los Estados Unidos.  GlaxoSmithKline vende su vacuna por US$2,25 por dosis. En 2018, Merck anunció que ya no podría cumplir con sus compromisos para África Occidental, al tiempo que abría las ventas a China en alrededor de US$40 por dosis en virtud de un contrato de 2012. Esto puede hacer que algunos países no puedan obtener el suministro esperado anteriormente, mientras que otros proveedores obtienen aprobaciones y aumentan la producción.

## Sociedad y cultura
Más de 80 países han introducido la vacunación de rutina contra el rotavirus, casi la mitad con el apoyo de Gavi, la Alianza de Vacunas. Con el fin de hacer que las vacunas contra el rotavirus estén disponibles, sean accesibles y asequibles en todos los países, especialmente en los países de bajos y medianos ingresos en África y Asia, donde se producen la mayoría de las muertes por rotavirus, la organización internacional no gubernamental PATH, la OMS, los Centros para los Control y prevención de enfermedades, y Gavi se han asociado con instituciones de investigación y gobiernos para generar y difundir pruebas, bajar los precios y acelerar la introducción. Estas y otras organizaciones continúan trabajando para mejorar la cobertura y el impacto en la salud pública de la vacunación contra el rotavirus en la actualidad. 

### Costo
| Zona                       | Vacuna                  | US $ (por curso)                                                                          |
| -------------------------- | ----------------------- | ----------------------------------------------------------------------------------------- |
| Australia                  | Rotarix/RotaTeq         | No en dominio público                                                                     |
| Francia                    | Rotarix                 | US$60                                                                                     |
| Gavi                       | Rotarix/RotaTeq         | US$2,13–3,56/dosis                                                                        |
| Países elegibles para Gavi | Rotarix/RotaTeq         | US$0,30–0,60 (Precio de copago subsidiado)                                                |
| India                      | Rotavac/Rotarix/RotaTeq | US$1 (Rotavac) /$31 (Rotarix) /$41 (RotaTeq)                                              |
| Japón                      | Rotarix/RotaTeq         | JPY¥10.000 (Rotarix, precio de entrega deseado, por dosis) JPY¥5.800 (RotaTeq, por dosis) |
| OPS                        | Rotarix/RotaTeq         | US$13–15,45                                                                               |
| Reino Unido                | Rotarix                 | US$45 (estimado)                                                                          |
| Estados Unidos             | Rotarix/RotaTeq         | US$184–192 (CDC) US$213–226 (mercado privado)                                             |

El costo de la vacunación contra el rotavirus varía según el país, desde un mínimo de aproximadamente US$0,50 en los países elegibles en GAVI hasta un máximo de US$185–226 en los Estados Unidos. El costo al por mayor para GAVI ha disminuido en un 67 por ciento entre 2006 y 2011 a US$2,13–3,56 por dosis, como parte de una oferta realizada por una compañía farmacéutica a la Alianza GAVI. Sin embargo, la vacuna sigue siendo más costosa que la mayoría de las otras vacunas infantiles incluidas en el Programa Ampliado de Inmunización de la OMS.
El costo en los países desarrollados es mucho mayor.  En Francia, por ejemplo, la vacuna está disponible al público por €60,38 (enero de 2016) a cargo del usuario. La tabla muestra los precios actuales de las vacunas contra el rotavirus en varios países y regiones:
El desarrollo de nuevas vacunas que se ofrecerán a un costo menor que las vacunas actuales aprobadas a nivel mundial está en curso. Rotavac, fabricado por Bharat Biotech con sede en India y actualmente con licencia solo en India, planea hacer que la vacuna esté disponible por US$1 por dosis para los mercados públicos. Las vacunas del Serum Institute of India, Pvt., Ltd. y la afiliada de Sanofi Shantha Biotechnics se encuentran actualmente en ensayos clínicos de fase III.

### Suspensión temporal
El 22 de marzo de 2010, la detección de ADN de los tipos 1 y 2 de circovirus porcino en RotaTeq y Rotarix llevó a la FDA a suspender el uso de vacunas contra el rotavirus mientras realizaba una investigación del hallazgo de ADN del circovirus porcino-1 (PCV1) en la vacuna en colaboración con los 12 miembros del Comité Asesor de Vacunas y Productos Biológicos Relacionados (VRBPAC). El 6 de mayo de 2010, la FDA anunció su decisión de revocar la suspensión, afirmando que los tipos 1 y 2 de circovirus porcino no representan riesgos de seguridad para los seres humanos.

## Investigación
Se están desarrollando vacunas adicionales contra el rotavirus. Estos incluyen: una cepa P[6]G3 neonatal humana, RV3, desarrollada por Ruth Bishop y colegas en Australia; una vacuna humana bovina de reordenamiento desarrollada por Albert Kapikian y actualmente en desarrollo y pruebas en diferentes países; y un candidato a la vacuna contra el rotavirus no replicante (NRRV, por sus siglas en inglés) fabricado con la proteína de fusión P2-VP8, que actualmente se encuentra en desarrollo y en pruebas en Sudáfrica. Los antígenos del rotavirus para administración parenteral, como el candidato a P2-VP8, pueden expresarse como partículas similares a virus preparadas en baculovirus, antígenos expresados, vacunas de ADN y virus muertos. Estos nuevos enfoques se siguen utilizando modelos animales y, en el caso del candidato NRRV P2-VP8, ensayos clínicos.
Médicos Sin Fronteras (MSF) desarrolló una versión estable al calor llamada BRV-PV. Actualmente se está estudiando.
La vacuna se ha asociado con tasas más bajas de diabetes tipo 1.